# 305-й истребительный авиационный полк
305-й истребительный авиационный полк (305-й иап) — воинская часть Военно-воздушных сил (ВВС) Вооружённых Сил РККА, принимавшая участие в боевых действиях Советско-японской войны, вошедшая в состав ВМФ СССР.

## Наименования полка
За весь период своего существования полк своё наименование не менял:
- 305-й истребительный авиационный полк;
- 305-й истребительный авиационный полк ВВС ВМФ;
- Полевая почта 65213.

| И-15 бис | У-2 | И-16 |

## Создание полка
305-й истребительный авиационный полк сформирован сформирован в сформирован в ВВС Дальневосточного фронта по штату 15/21 (51 И-16 и 12 И-15бис) на основе эскадрилий 53-го истребительного авиационного полка и одной аэ 77-го штурмового авиационного полка.

## Расформирование полка
305-й истребительный авиационный полк расформирован 1 сентября 1960 года вместе со 154-й иад ВВС ТОФ в ходе сокращения Вооружённых Сил СССР.

## В действующей армии
В составе действующей армии:
- с 9 августа 1945 года по 3 сентября 1945 года

## Командиры полка
| Звание         | Имя                            | Период               | Примечание |
| -------------- | ------------------------------ | -------------------- | ---------- |
| капитан        | Худокормов Николай Георгиевич  | 07.1942 - 03.1943    |            |
| майор          | Морозов Иван Сидорович         | 03.1943 - 25.12.1943 |            |
| капитан, майор | Евтушенко Григорий Григорьевич | 25.12.1943 - 09.1945 |            |

| Як-9 | Як-7 | ЛаГГ-3 |

## В составе соединений и объединений
| Период        | Фронт (округ)             | армия                    | корпус                            | дивизия                                          | примечание |
| ------------- | ------------------------- | ------------------------ | --------------------------------- | ------------------------------------------------ | --- |
| 01.01.1941 г. | Дальневосточный фронт     | ВВС фронта               |                                   |                                                  | 51 И-16 и 12 И-15бис                                                                                            |
| 27.01.1941 г. | Дальневосточный фронт     | ВВС фронта               |                                   | 79-я истребительная авиационная дивизия          | И-16 |
| 29.06.1941 г. | Дальневосточный фронт     | 25-я армия               | ВВС 25-й армии                    | 70-я смешанная авиационная дивизия               | И-16, И-15бис                                                                                                   |
| 01.09.1941 г. | Дальневосточный фронт     | 25-я армия               | ВВС 25-й армии                    | 70-я смешанная авиационная дивизия               | Переформирован по штату 015/134. 5 эскадрилья передана на формирование 582-го иап                               |
| 01.10.1941 г. | Дальневосточный фронт     | 25-я армия               | ВВС 25-й армии                    | 70-я смешанная авиационная дивизия               | 3-я аэ перевооружена на истребители ЛаГГ-3                                                                      |
| 01.03.1942 г. | Дальневосточный фронт     | 25-я армия               | ВВС 25-й армии                    |                                                  | Перешёл в непосредственное подчинение штаба ВВС 25 армии                                                        |
| 01.05.1942 г. | Дальневосточный фронт     | 25-я армия               | ВВС 25-й армии                    |                                                  | Получил на вооружение самолёты Як-7б                                                                            |
| 01.07.1942 г. | Дальневосточный фронт     | 25-я армия               | ВВС 25-й армии                    | 249-я истребительная авиационная дивизия         | И-15 бис, И-16, ЛаГГ-3, Як-7б                                                                                   |
| 15.08.1942 г. | Дальневосточный фронт     | 9-я воздушная армия      |                                   | 249-я истребительная авиационная дивизия         | И-15 бис, И-16, ЛаГГ-3, Як-7б                                                                                   |
| 01.10.1942 г. | Дальневосточный фронт     | 9-я воздушная армия      |                                   | 249-я истребительная авиационная дивизия         | В состав полка прибыла одна эскадрилья из 75-го шап (с самолётами И-16 тип 17) и одна аэ из 528-го иап (И-153). |
| 01.12.1942 г. | Дальневосточный фронт     | 9-я воздушная армия      |                                   | 249-я истребительная авиационная дивизия         | Переформирован по штату 015/284                                                                                 |
| 01.03.1943 г. | Дальневосточный фронт     | 9-я воздушная армия      |                                   | 249-я истребительная авиационная дивизия         | Вновь полностью перевооружён на Як-7б                                                                           |
| 01.07.1944 г. | Дальневосточный фронт     | 9-я воздушная армия      |                                   | 249-я истребительная авиационная дивизия         | Переформирован по штату 015/364.                                                                                |
| 01.12.1944 г. | Дальневосточный фронт     | 9-я воздушная армия      |                                   | 249-я истребительная авиационная дивизия         | Имел в боевом составе самолёты Як-7б и Як-9Д                                                                    |
| 19.03.1945 г. | Приморская группа войск   | 9-я воздушная армия      |                                   | 249-я истребительная авиационная дивизия         | Полностью перевооружён на истребители Як-9М                                                                     |
| 01.08.1945 г. | 1-й Дальневосточный фронт | 9-я воздушная армия      |                                   | 249-я истребительная авиационная дивизия         | Як-9М |
| 08.08.1945 г. | 1-й Дальневосточный фронт | 9-я воздушная армия      |                                   | 249-я истребительная авиационная дивизия         | Имел в боевом составе 50 Як-9М                                                                                  |
| 09.08.1945 г. | 1-й Дальневосточный фронт | 9-я воздушная армия      |                                   | 249-я истребительная авиационная дивизия         | принимал участие в советско-японской войне                                                                      |
| 03.09.1945 г. | 1-й Дальневосточный фронт | 9-я воздушная армия      |                                   | 249-я истребительная авиационная дивизия         | окончил боевые действия                                                                                         |
| 30.10.1945 г. | Приморский военный округ  | 9-я воздушная армия      |                                   | 249-я истребительная авиационная дивизия         | Як-9М |
| 01.08.1946 г. | Приморский военный округ  | ВВС округа               | 12-й смешанный авиационный корпус | 249-я истребительная авиационная дивизия         | Як-9М |
| 01.10.1948 г. | Приморский военный округ  | 9-я воздушная армия      |                                   | 249-я истребительная авиационная дивизия         | Як-9М |
| 20.02.1949 г. | Приморский военный округ  | 54-я воздушная армия     |                                   | 249-я истребительная авиационная дивизия ВВС ВМФ | Як-9М |
| 20.02.1949 г. | Тихоокеанский флот        | ВВС Тихоокеанского флота |                                   | 249-я истребительная авиационная дивизия ВВС ВМФ | Як-9М |
| 25.03.1949 г. | Тихоокеанский флот        | ВВС Тихоокеанского флота |                                   | 165-я истребительная авиационная дивизия ВВС ВМФ | Як-9М |
| 01.01.1950 г. | Тихоокеанский флот        | ВВС Тихоокеанского флота |                                   | 165-я истребительная авиационная дивизия ВВС ВМФ | Первым в ВВС ТОФ начал переучивание на МиГ-15                                                                   |
| 05.08.1952 г. | Тихоокеанский флот        | ВВС Тихоокеанского флота |                                   | 861-я истребительная авиационная дивизия ВВС ВМФ | МиГ-15, аэр. Новороссия                                                                                         |
| 01.01.1954 г. | Тихоокеанский флот        | ВВС Тихоокеанского флота |                                   | 861-я истребительная авиационная дивизия ВВС ВМФ | МиГ-17 |
| 01.04.1955 г. | Тихоокеанский флот        | ВВС Тихоокеанского флота |                                   | 154-я истребительная авиационная дивизия ВВС ВМФ | 861-я иад переименована в 154-ю иад ВВС ВМФ                                                                     |
| 01.09.1960 г. | Тихоокеанский флот        | ВВС Тихоокеанского флота |                                   | 154-я истребительная авиационная дивизия ВВС ВМФ | расформирован                                                                                                   |

## Участие в операциях и битвах
- Маньчжурская операция — с 9 августа 1945 года по 2 сентября 1945 года.
- Харбино-Гиринская наступательная операция — с 9 августа 1945 года по 2 сентября 1945 года.

## Благодарности Верховного Главнокомандующего
Воины полка удостоены благодарности Верховного Главнокомандующего в составе дивизии:
- За отличные боевые действия в боях с японцами на Дальнем Востоке[2]

## Статистика боевых действий
Всего за годы Советско-японской войны полком:
| Выполнено боевых вылетов | Воздушных боёв | Уничтожено самолётов на аэродромах |
| ------------------------ | -------------- | ---------------------------------- |
| 262                      | не было        | 1                                  |

Уничтожено при штурмовках наземных целей:
| автомашин, всего | паровозов, всего | вагонов, всего | подавлено батарей ЗА |
| ---------------- | ---------------- | -------------- | -------------------- |
| 22               | 6                | 13             | 1                    |

## Базирование
| Период                  | Аэродромы                           |
| ----------------------- | ----------------------------------- |
| 10.1945 г. — 08.1946    | Воскресенка, Приморский край        |
| 08.1946 — 10.1948       | Син-Гишу (Синыйджу), Северная Корея |
| 10.1948 — 01.08.1951    | Кневичи, Приморский край            |
| 01.08.1951 — 01.09.1960 | Новороссия, Приморский край         |

## Самолёты на вооружении
| Период      | Самолёты  |
| ----------- | --------- |
| 1941 — 1942 | И-16      |
| 1941 — 1941 | И-15бис   |
| 1942 — 1942 | И-153     |
| 1941 — 1942 | ЛаГГ-3    |
| 1942 — 1945 | Як-7б     |
| 1944 — 1950 | Як-9 М, Д |
| 1950 — 1954 | МиГ-15    |
| 1954 — 1960 | МиГ-17    |